# Albrecht Höhler

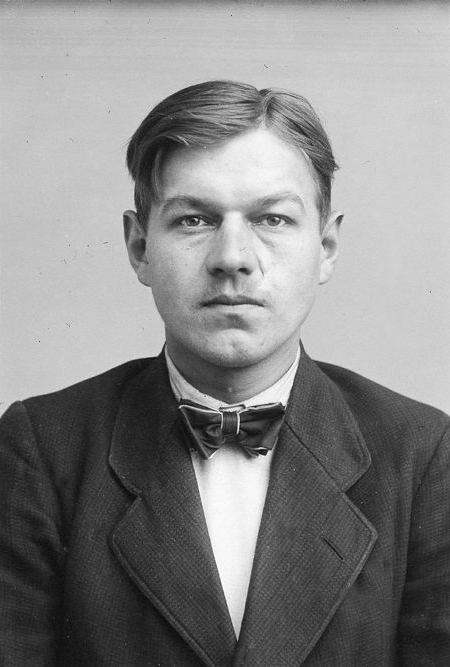
Albrecht Höhler

Albrecht Höhler, genannt Ali (* 30. April 1898 in Mainz; † 20. September 1933 bei Frankfurt an der Oder), war ein Mitglied der Kommunistischen Partei Deutschlands (KPD) und des Roten Frontkämpferbundes (RFB). Er wurde bekannt durch den Totschlag an dem Berliner SA-Führer Horst Wessel.

## Leben

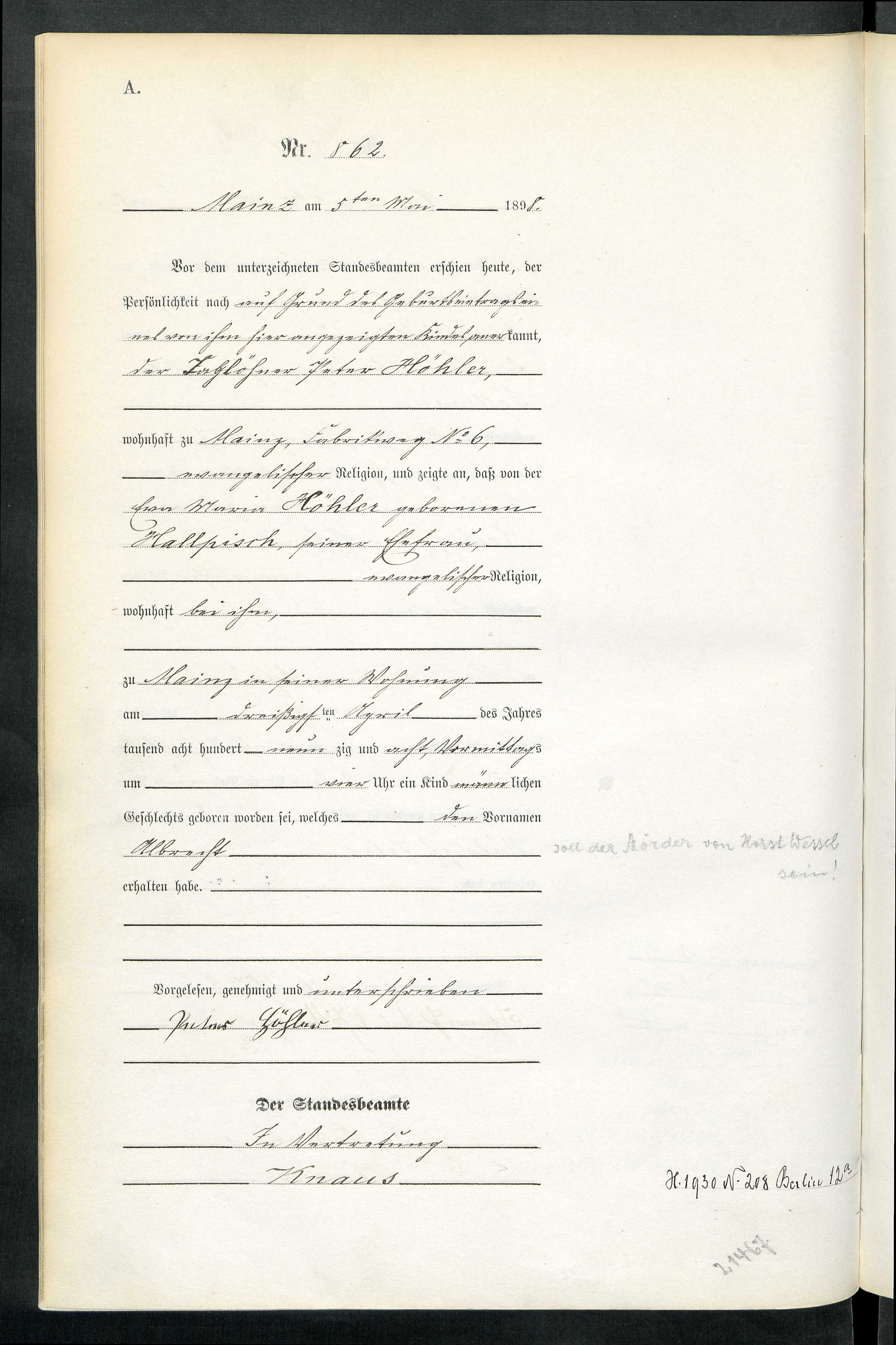
Geburtsurkunde von Albrecht Höhler

Höhler war ein Sohn des Tagelöhners Peter Höhler. Er erlernte das Tischlerhandwerk und war 1924 Mitglied der KPD geworden. Höhler gehörte nach dem Verbot des RFB im Jahr 1929 einer illegalen Nachfolgeorganisation, der „Sturmabteilung“, als stellvertretender Leiter der „3. Bereitschaft Berlin Mitte“ an. Im „Milieu rund um den Alexanderplatz“ war er als Zuhälter „Ali“ tätig. Höhler hatte zahlreiche Vorstrafen und galt als „Berufsverbrecher“. 1930 wohnte er in der Mulackstraße 13 in Berlin-Mitte.

### Tötung von Horst Wessel
Am 14. Januar 1930 wandte sich die Vermieterin Wessels, Elisabeth Salm, wegen einer Mietstreitigkeit an eine „Bereitschaft“ von Höhlers Sturmabteilung. Salms verstorbener Mann war KPD-Mitglied gewesen. Laut späteren Angaben vor Gericht sollte der im Viertel bekannte SA-Mann Horst Wessel eine „proletarische Abreibung“ bekommen. Wahrscheinlich war dies politisch motiviert; vor dem „Arbeitermörder“ Wessel war auf Steckbriefen der KPD gewarnt worden. Da bekannt war, dass Wessel eine Schusswaffe besaß, nahm Höhler zu diesem Unternehmen, an dem mehrere Mitglieder seiner Bereitschaft beteiligt waren, seine Pistole mit. Höhler sagte später im Prozess aus, er habe geschossen, als Wessel nach seiner Tasche griff.
Wessel starb am 23. Februar 1930 an einer Blutvergiftung als Folge der Schussverletzung.

### Haft und Ermordung
Höhler flüchtete zunächst nach Prag in die Tschechoslowakei, kehrte dann aber nach Berlin zurück, wo er festgenommen wurde.
Am 26. September 1930 wurde Höhler wegen Totschlags zu sechs Jahren Haft verurteilt, die er in der Haftanstalt Wohlau antrat. Nach der Machtübernahme der Nationalsozialisten wurde Höhler in ein Gefängnis der Gestapo in Berlin verlegt, angeblich um ihn wegen einer Wiederaufnahme des Verfahrens zu vernehmen. Er verlangte, nach Wohlau zurückverlegt zu werden.
Am 20. September 1933 wurde Höhler auf Befehl des SA-Gruppenführers von Berlin, Karl Ernst, von drei Kriminalbeamten, darunter der SA-Angehörige Willi Schmidt, am Polizeigefängnis am Alexanderplatz auf Grundlage eines von der Gestapo unterzeichneten Aushändigungsbefehls übernommen, offiziell, um ihn in ein anderes Gefängnis zu überführen. Dann stießen einige weitere Fahrzeuge zu dem Gefangenentransporter. Nach einer Fahrt nach Osten hielt die Fahrzeugkolonne an einem Wald bei Müncheberg. Höhler wurde von mindestens acht Personen von der Straße weg zu einem nahen Waldstück geführt. Dort verurteilte Gruppenführer Ernst in einer kurzen Rede Höhler als Mörder Wessels zum Tode, worauf mehrere Anwesende Höhler nahe der Chaussee Berlin-Frankfurt/Oder erschossen und seine Leiche an Ort und Stelle verscharrten. Im dienstlichen Bericht zu dem Vorfall behauptete der Gestapo-Chef Rudolf Diels, sieben bis acht Männer in SA-Uniformen hätten den Transport auf der Straße abgefangen und die Beamten unter Androhung von Gewalt zur Herausgabe Höhlers gezwungen. Er verlegte den Tatort verschleiernd auf „kurz vor Frankfurt a. O.“ und schloss mit der Einschätzung, es sei „mit Sicherheit mit Höhlers Tod“ zu rechnen.
Nach Ermittlungen der Berliner Staatsanwaltschaft in den 1960er Jahren gehörten der Gruppe, die Höhler erschoss, außer Schmidt und Ernst noch dessen Adjutant Walter von Mohrenschildt, der SA-Standartenführer Richard Fiedler, der Sturmbannführer Willi Markus, der SA-Gruppenführer August Wilhelm von Preußen, Diels (der den Sachverhalt in seinen Memoiren verschleiernd darstellte), die Kriminalbeamten Maikowski und Walter Pohlenz sowie eventuell der Rechtsberater der SA-Gruppe Berlin-Brandenburg, Gerd Voss, an. Die tödlichen Schüsse wurden nach den Feststellungen der Staatsanwaltschaft wahrscheinlich von Ernst und Mohrenschildt abgegeben. Ernst soll sich anschließend in Gesprächen über die Tat auf einen Befehl von Ernst Röhm berufen haben, der wiederum von Adolf Hitler die Anweisung erhalten habe, dass der Wessel-Mörder standrechtlich zu erschießen sei.
Die Ermittlungen des Jahres 1933 wurden auf politischen Druck hin schnell eingestellt. Schon der offizielle Bericht der Polizei an die Staatsanwaltschaft, in dem Diels fälschlich verbreiten ließ, Höhler sei aus dem Polizeigewahrsam entführt worden, hatte den Tätern zugutegehalten, sie hätten „die Tat im Hinblick auf die Person Höhlers aus besonderen Beweggründen verübt“. Nach der Wiederaufnahme der Ermittlungen in den 1960er Jahren ergab sich aus der Vernehmung von Schmidt und des Chauffeurs von Ernst immerhin der wahre Tathergang. Die Ermittlungen gegen die damals noch lebenden Täter Schmidt, Pohlenz, Markus und Fiedler wurden schließlich 1969 eingestellt, weil ihnen nur Beihilfe zum Mord nachgewiesen werden konnte, die zu dieser Zeit bereits verjährt war.

## Ehe und Familie
Im April 1930 heiratete Höhler Gertrud Margarete Hedwig Nickel, genannt Grete (* 28. Mai 1907 in Berlin), die zuvor als Prostituierte für ihn angeschafft hatte. Als Trauzeugen fungierten zwei Strafvollzugsbeamte. Höhlers Witwe starb am 25. Januar 1937, neunundzwanzigjährig, im Berliner Rudolf-Virchow-Krankenhaus.